# Torches
Torches – pierwszy album studyjny indiepopowej grupy Foster the People. Krążek został wydany 23 maja 2011 roku przez wytwórnię Columbia Records oraz Startime International.

## Promocja
Utwór „Houdini” pojawił się na soundtracku do gry SSX. Trzeci singel z płyty, czyli „Call It What You Want” został wykorzystany w grze FIFA 12, natomiast „Don’t Stop (Color on the Walls)” w dwóch reklamach Nissana. Piosenkę „Pumped Up Kicks” można było usłyszeć w filmie „To tylko seks”. 

## Odbiór

### Sukces komercyjny
Płyta odniosła sukces w Australii, gdzie dotarła do pierwszego miejsca na liście bestselerów i przyznano jest status platynowej płyty. Dzięki sukcesowi pierwszego singla „Pumped Up Kicks” płyta odniosła sukces komercyjny w Kanadzie i Stanach Zjednoczonych, gdzie zdobyła status złotej płyty. W Polsce na liście OLiS dotarła do 47. miejsca.

### Opinia krytyków
Torches zdobył ogólnie pozytywne opinie od krytyków muzycznych. Strona Metacritic na 100 punktów pochodzących z opinii krytyków przyznała 69 punktów, bazując na dwudziestu opiniach krytyków muzycznych. Redakcja NME przyznała albumowi trzy i pół na pięć możliwych do zdobycia gwiazdek. Jej recenzent, Rob Webb, napisał, że jest to „Łatwo przyswajalna, ale wcale nie idąca na łatwiznę produkcja. Foster The People wprowadzają prawdziwą rewolucję do współczesnej muzyki”. W The Daily Californian, recenzentka Cynthia Kang nazwała płytę wzorową na lato.

## Lista utworów
1. Helena Beat – 4:36
2. Pumped Up Kicks – 3:59
3. Call It What You Want – 4:00
4. Don’t Stop (Color on the Walls) – 2:56
5. Waste – 3:25
6. I Would Do Anything for You – 3:35
7. Houdini – 3:23
8. Life on the Nickel – 3:36
9. Miss You – 3:35
10. Warrant – 5:23
11. Broken Jaw - 5:36

Teksty do wszystkich piosenek napisał Mark Foster.

## Notowania i certyfikaty

### Notowania
| Lista (2011–12)                 | Najwyższa pozycja |
| ------------------------------- | ----------------- |
| Australian Albums Chart         | 1                 |
| Austrian Albums Chart           | 44                |
| Belgian Albums Chart (Flanders) | 69                |
| Belgian Albums Chart (Wallonia) | 99                |
| Canadian Albums Chart           | 7                 |
| Dutch Albums Chart              | 53                |
| French Albums Chart             | 29                |
| Irish Albums Chart              | 13                |
| Mexican Albums Chart            | 56                |
| New Zealand Albums Chart        | 18                |
| Polish Albums Chart             | 47                |
| Swiss Albums Chart              | 56                |
| UK Albums Chart                 | 12                |
| US Billboard 200                | 8                 |
| US Billboard Rock Albums        | 1                 |
| US Billboard Alternative Albums | 1                 |

| Lista (2011)            | Pozycja |
| ----------------------- | ------- |
| Australian Albums Chart | 35      |
| Canadian Albums Chart   | 42      |

| Kraj              | Certyfikat      |
| ----------------- | --------------- |
| Australia         | platynowa płyta |
| Kanada            | złota płyta     |
| Polska            | złota płyta     |
| Stany Zjednoczone | złota płyta     |